# Илька
И́лька, или куни́ца-рыболо́в, или пека́н (лат. Pekania pennanti) — хищное млекопитающее семейства куньих. Вопреки названию, илька редко питается рыбой. Рыболов является калькой с английского fisher, которое, предположительно, происходит от французского fichet, «хорёк». Русское же название вида, илька, происходит от н.-нем. ilk, также со значением «хорёк» (сравни лит. нем. Iltis с тем же значением).
До недавних пор ильку обычно относили к роду куниц (Martes). Данная классификация была оспорена молекулярно-генетическими исследованиями начала XXI века: предполагается, что этот вид эволюционно обособлен от настоящих куниц и поэтому может быть выделен монотипический род Pekania.

## Описание
Илька — достаточно крупное кунье: длина её тела с хвостом достигает до 75—120 см; масса 2—5 кг. Общая окраска тёмно-бурая, лапы и хвост более тёмные, мех на голове с серебристым отливом. Шерсть густая и длинная, но грубая.

## Среда обитания
Обитает в лесах Северной Америки, от гор Сьерра-Невада в Калифорнии до Аппалачей в Западной Виргинии, предпочитая держаться хвойных лесов с обилием дуплистых деревьев. Типичные деревья, на которых селится илька, включают ель, пихту, тую и некоторые лиственные деревья. Зимой часто селятся в норах, иногда роя их в снегу. Ильки проворно лазают по деревьям, но передвигаются обычно по земле. Активны круглосуточно. Ведут одиночный образ жизни.

## Питание
Излюбленной добычей являются древесные дикобразы, а также мыши, белки, зайцы-беляки, птицы и землеройки. Поедают ягоды и плоды, например, яблоки. Илька и американская куница (Martes americana) — единственные некрупные хищники, которые легко могут преследовать добычу как на деревьях, так и в норах.

## Размножение
Период спаривания — в конце зимы — начале весны. Беременность длится 11—12 месяцев, из них 10 месяцев эмбрионы не развиваются. В выводке насчитывается до 5 слепых и почти голых детёнышей. Самостоятельными становятся на 5-й месяц. Вскоре после родов самки спариваются и беременеют снова. Продолжительность жизни — до 10 лет.

## В культуре
- Илька является главным героем этиологической сказки гуронов-виандотов, индейского народа группы ирокезов, исторически проживавшего в Онтарио: сын ильки хочет выстрелить в белку, умоляющую не стрелять в неё и учит, как сделать, чтобы стало тепло — он должен плакать, пока отец не пообещает добыть лето. Отец-илька вместе с попутчиками: выдрой, бобром, рысью и барсуком приходят к старику, показывающему им путь на вершину горы. Лишь барсуку удается проломать в небе отверстие, и за ним на небо пускается илька. Там действительно тепло, и путешественники проделывают дыру в некоем сосуде, откуда вылетают птицы, приносящие с собой на землю лето. Однако отверстие в небе начинает закрываться, и илька, в отличие от своих товарищей, не успевает спуститься, его смертельно ранят в кончик хвоста, из-за чего он остается на небе, превращаясь в Большую Медведицу. Сходные сюжеты также обнаруживаются и у алгонкинов, в отличие от остальных ирокезских народов, так что правдоподобной является версия о заимствовании данного сюжета виандотами у соседей-алгокинов[6].
- В начале повести Л. Н. Толстого «Крейцерова соната» действует купец-сторонник «Домостроя», носящий ильковую шубу.

## Галерея

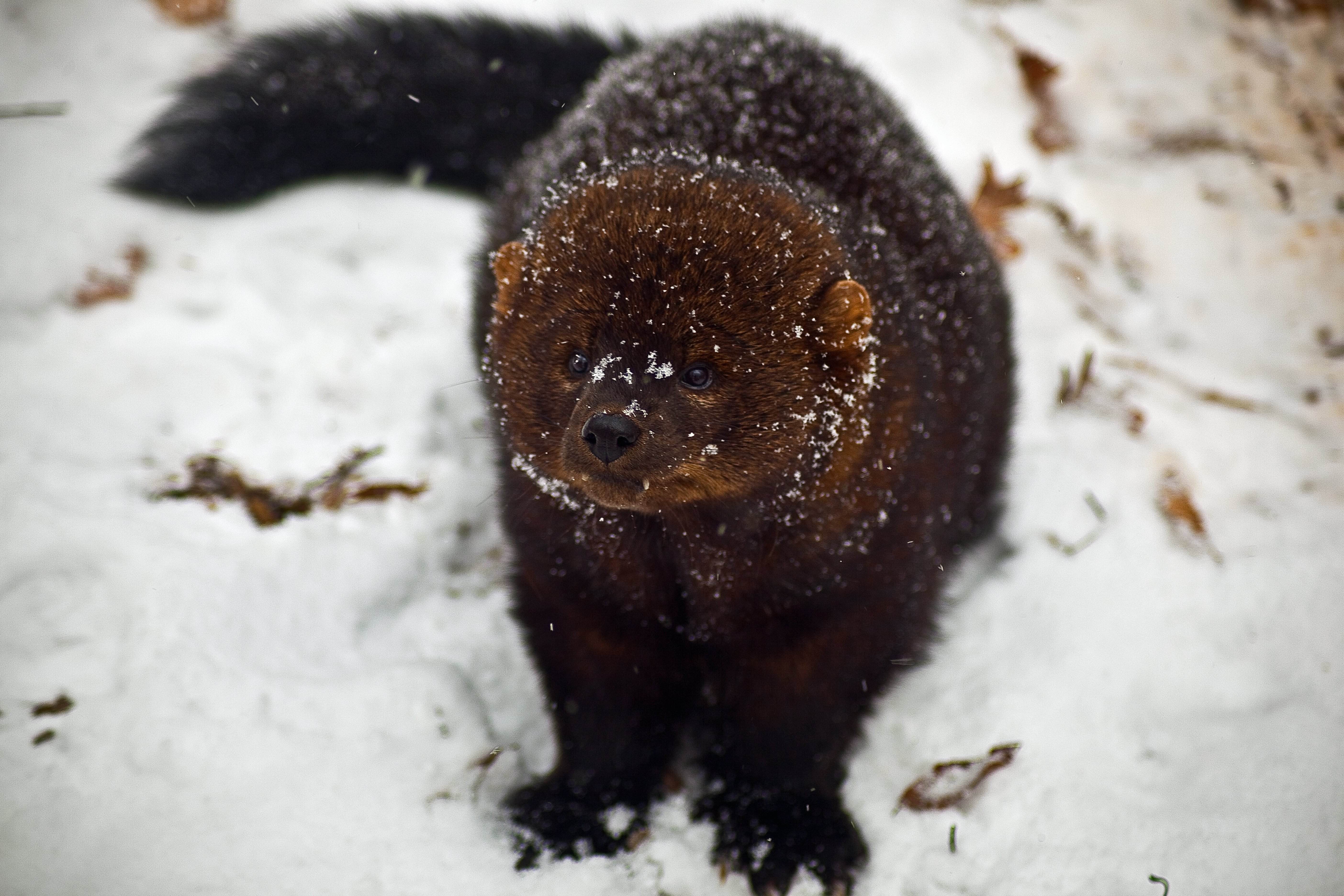
В зимней шубке
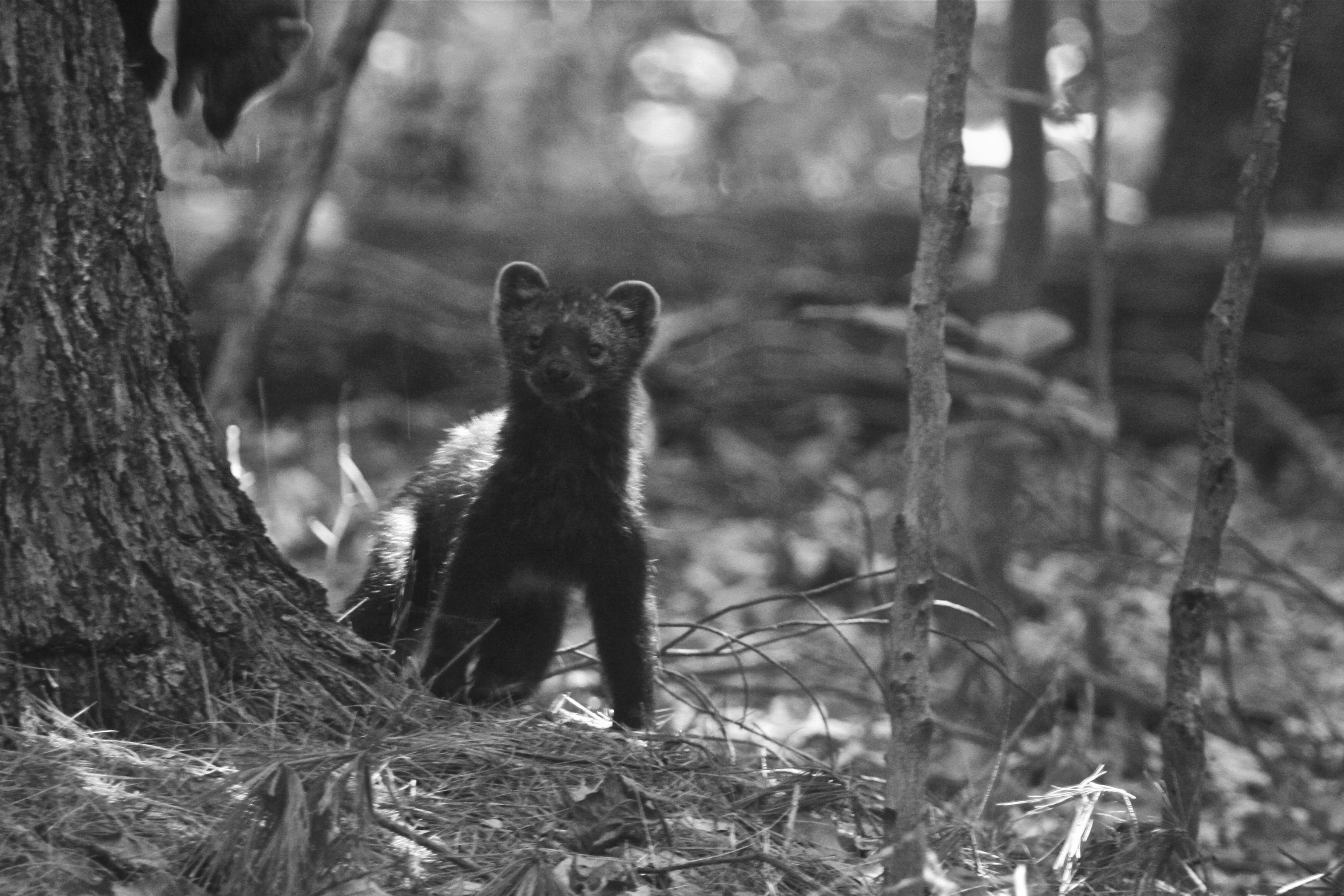
В лесу недалеко от реки Ипсуич, штат Массачусетс